# Elaphoglossum lindenii
Elaphoglossum lindenii är en träjonväxtart som först beskrevs av Jean Baptiste Bory de Saint-Vincent, Fée, och fick sitt nu gällande namn av Thomas Moore. Elaphoglossum lindenii ingår i släktet Elaphoglossum och familjen Dryopteridaceae. Inga underarter finns listade.